# Francisco Monsalvatje y Fossas
Francisco Monsalvatje y Fossas (Olot, 28 de agosto de 1853-Gerona, 30 de junio de 1917) fue un historiador catalán.

## Biografía
Nacido en 1853, de joven mostró ya predilección y afección por los trabajos de investigación histórica, y empezó a visitar archivos y bibliotecas, confrontando datos y escribiendo los veintiséis libros que tratan, preferentemente, de las tierras del antiguo condado de Besalú y que traen el título genérico de "Noticias históricas". La publicación de una colección de documentos de los siglos IX al XIII supuso, y supone todavía hoy en día, una gran aportación investigadora para conocer los orígenes de la nacionalidad catalana y las fuentes del derecho catalán.
El primer volumen de su primera obra, Besalú, su historia, sus condes, su obispado y sus monumentos, salió a la luz en 1899, y su última publicación, Los Condes de Ampurias vindicados, en 1917, año en que, el 30 de junio, murió en Gerona.
Por sus méritos fue nombrado hijo adoptivo de Besalú y miembro de la Real Academia de Historia de España, así como de la de Buenas Letras de Barcelona y de la Asociación Artístico-Arqueológica. 
Fue banquero y se estableció en Gerona, donde regentaba una sucursal de la empresa familiar de Olot. Por la Liga Regionalista, fue regidor y alcalde (julio-noviembre 1909) de Gerona. Dirigió los semanarios olotenses El Olotense y El Eco de la Montaña, y el 1919 se le publicó un trabajo sobre los castillos de Besalú, mientras que Carles Rahola le tradujo y publicó Els remences (1908). 
Dejó inéditas diversas monografías, las cuales se perdieron en 1936. Su biblioteca fue dada por su familia a la Comisión de Monumentos Históricos y Artísticos de la provincia de Gerona.

## Obras
Su colección titulada "Noticias históricas" alcanzó los 26 volúmenes:
- Besalú, su historia, sus condes, su obispado y sus monumentos (1889-1890). Dos volúmenes.[2]
- Santa Pau (1891).[2]
- Ridaura y su monasterio (1892).[2]
- El vizcondado de Bas (1893).[2]
- Monasterios del antiguo Condado de Besalú (1895).[2] Centrado en el monasterio de San Pedro de Camprodón.
- Monasterios del antiguo Condado de Besalú (1896).[2] Abarcando el monasterio de San Andrés de Sureda, los monasterios de San Pablo y San Pedro de Fenolleda, la abadía de San Martín de Lez, la abadía de Santa María de Cubières y el monasterio de San Quirico de Colera
- San Martín de Canigó (1899).[2]
- Geografía histórica del Condado de Besalú (1899).[2]
- Colección diplomática del Condado de Besalú (1901-1907 y 1908), cinco volúmenes.[2]
- Los monasterios de la diócesis gerundense (1905).[2]
- Nomenclátor histórico de las iglesias de la diócesis de Gerona (1908-1910), tres volúmenes.[2]
- El monasterio de San Pedro de Caserras (1910).[2]
- El obispado de Elna (1911-1915), cuatro volúmenes.[2]
- Los condes de Ampurias vindicados (1917).[2]
- Nomenclátor geográfico histórico de la provincia de Gerona (inédita).[2]